# Stade Franco-Ossola
 (avril 2025).
Si vous disposez d'ouvrages ou d'articles de référence ou si vous connaissez des sites web de qualité traitant du thème abordé ici, merci de compléter l'article en donnant les références utiles à sa vérifiabilité et en les liant à la section « Notes et références ».
Le stade Franco-Ossola (en italien Stadio Franco Ossola, nom complet Stadio Comunale Franco Ossola) est un stade de football également surnommé Velodromo Luigi Ganna situé à Varèse, en Italie. 
Il comprend 9 926 spectateurs et a été construit en 1925. C'est là où joue l'AS Varèse 1910. Il a pu abriter jusqu'à 23 000 spectateurs.